# Corinne Maîtrejean
Pour les articles homonymes, voir Maîtrejean.
Corinne Maîtrejean est une escrimeuse (fleuret) française née le 8 novembre 1979 à Tassin-la-Demi-Lune.

## Biographie
Corinne Maîtrejean fait partie de l'équipe de France d'escrime féminine de Fleuret. Elle est licenciée au club du Masque de fer de Lyon, son club de toujours.
Elle est pensionnaire de l'INSEP. Elle a poursuivi ses études à Sainte-Marie Lyon.
Corinne Maîtrejean s'est qualifiée aux Jeux olympiques de Pékin à l'épreuve du fleuret. Elle fut l'unique représentante française dans cette discipline.
En février 2012, c'est en empochant la manche de la coupe du monde se déroulant à Gdansk qu'elle empoche son ticket pour les Jeux olympiques de Londres. Elle sera la tête de file de l'équipe de fleuret féminine qui cette fois sera du voyage après son absence à Pékin.

## Classement mondial
- 2007-2008 : 7e avec 194 pts (2e française / Adeline Wuillème : 6e)
- 2008-2009 : 17e avec 112 pts (2e française / Astrid Guyard : 16e)
- 2009-2010 : 6e avec 208 pts (1re française)
- 2010-2011 : 8e avec 110 pts (1re française)
- 2011-2012 : 6e avec 150 pts (1re française)

## Palmarès
- Jeux olympiques
  - Sélectionnée en 2008 à Pékin.
  - Sélectionnée en 2012 à Londres.

- Championnats du monde d'escrime
  -  Médaille d'argent par équipes en 2013 à Budapest,  Hongrie.
  -  Médaille de bronze par équipes en 2005 à Leipzig,  Allemagne.

- Championnats d'Europe d'escrime
  -  Médaille d'argent par équipes en 2012 à Legnano,  Italie
  -  Médaille de bronze par équipes en 2008 à Kiev,  Ukraine
  -  Médaille de bronze par équipes en 2009 à Zalaegerszeg,  Hongrie.

- Championnats de France d'escrime
  -  Médaille d'or aux Championnats de France 2004
  -  Médaille d'or aux Championnats de France 2008
  -  Médaille d'or par équipe aux Championnats de France 2007, 2008, 2009, 2010
  -  Médaille d'argent aux Championnats de France 2009
  -  Médaille de bronze aux Championnats de France 2007
  -  Médaille de bronze aux Championnats de France 2010

- Coupe du monde d'escrime
  - Individuel
    -  1re en 2005 à Saint-Pétersbourg,  Russie
    -  1re en 2005 à Séoul,  Corée du Sud
    -  1re en 2012 à Gdansk,  Pologne
    -  2e en 2005 à La Havane
    -  2e en 2006 au tournoi d'escrime de Marseille,  France
    -  2e en 2008 à Gdansk,  Pologne
    -  2e en 2009 à Salzbourg,  Autriche
    -  2e en 2010 à Belgrade,  Serbie
    -  3e en 2008 à Tokyo,  Japon
    -  3e en 2009 à Budapest,  Hongrie
    -  3e en 2010 à Séoul,  Corée du Sud
    -  3e en 2010 à New York,  États-Unis
    -  3e en 2013 au tournoi d'escrime de Marseille,  France

  - Par équipe
    -  2e en 2006 à Tokyo et Marseille
    -  2e 2008 à Saint-Pétersbourg,  Russie